# Ибрагим, Абдулайе
Абдулайе́ Ибраги́м (фр. Abdoulaye Ibrahim; 25 июля 1986, Ломе) — тоголезский футболист, нападающий.

## Биография
Является воспитанником «Эспойр Академии» из города Ломе. В 2004 году находился в составе юношеской команды лондонского «Челси» до 19 лет. Затем, выступал в юношеской команде другого английского клуба «Манчестер Юнайтед». В начале 2005 года проходил просмотр в шотландском «Харт оф Мидлотиан».
Весной 2005 года подписал контракт с американским клубом «МетроСтарз». 16 апреля 2005 года дебютировал в составе команды в MLS в домашнем матче против «Спортинг Канзас-Сити» (2:2), Ибрагим вышел на 87 минуте вместо Марка Лиси. В составе команды дебютировал спустя 30 часов, после прибытия в США. Абдулайе Ибрагим стал первым игроком из Того в MLS. Всего в составе команды провёл 15 матчей, забил 2 гола, отдал 3 голевые передачи и получил 2 жёлтые карточки. По некоторым данным в 2006 года играл в одном из клубов в Того, с целью привлечь внимание тренеров сборной Того для участие в чемпионате мира 2006. В итоге Абдулайе Ибрагим в заявку сборной не попал.
В 2007 году провёл 1 матч в MLS за «Торонто». Летом 2007 года перешёл в шведский «Весбю Юнайтед». В сезоне 2007 клуб занял 2-е место в Дивизион 1 (третий по значимости дивизион Швеции) и вышел в Суперэттан.
Зимой 2008 года перешёл в «Харьков». В команде взял 99 номер. В Высшей лиге Украины дебютировал 1 марта 2008 года в выездном матче со львовскими «Карпатами» (1:0), Ибрагим отыграл весь матч. Абдулайе стал первым тоголезским игроком в чемпионате Украины. Всего в чемпионате провёл 12 матчей. В ноябре 2009 года перешёл в румынский «Чахлэул». 23 ноября 2009 года дебютировал в чемпионате Румынии в выездном матче против «Университатя» из Крайовы, Ибрагим отыграл всю игру. Встреча закончилась победой хозяев (3:2). В составе команды провёл 16 матчей, забил 2 гола и получил 2 жёлтые карточки.
В 2010 и 2011 годах играл за «Динамик Тоголе». В 2011 году вместе с командой стал победителем клубного чемпионата Западной Африки, где в финале Ибрагим забил один из голов. Завершил карьеру футболиста в составе клуба «Мунана» из одноимённого города. В сезоне 2011/12 стал победителем чемпионата Габона.

## Достижения
- Серебряный призёр Дивизиона 1: 2007
- Победитель клубного чемпионата Западной Африки: 2011
- Чемпион Габона: 2011/12
- Победитель Суперкубка Габона: 2013[7]